# Colletes bidentulus
Colletes bidentulus är en biart som beskrevs av Noskiewicz 1936. Colletes bidentulus ingår i släktet sidenbin, och familjen korttungebin. Inga underarter finns listade i Catalogue of Life.